# Дедков, Владимир Алексеевич
Владимир Алексеевич Дедко́в (3 (16) июля 1904, Ярославль, Российская империя — 22 марта 1966, Горький, РСФСР, СССР) — советский конструктор автомобилей, танков и БТР. Лауреат двух Сталинских премий и Государственной премии СССР.

## Биография
Родился 3 (16 июля) 1904 года в Ярославле в семье служащего Ярославской железной дороги. С 13 лет работа конторским мальчиком на обувной фабрике, затем учеником слесаря и слесарем в железнодорожное депо и на других предприятиях.
Окончил вечернюю школу, рабфак и в 1931 году — Московский автотракторный институт имени М. В. Ломоносова (инженер-конструктор по спецмашинам). Работал инженером-испытателем на полигоне, заместителем начальника экспериментального цеха завода № 37.
С 1934 года на ГАЗе: начальник спецсборки 2-го механосборочного корпуса спецтехотдела, конструктор, ведущий конструктор особого техбюро в секторе полугусеничных машин (1934—1938), начальник ОКБ (1938—1954), начальник КБСА (1954—1965), главный конструктор серийных автомобилей (1965—1966). Основатель конструкторской школы спецавтомобилей Горьковского автозавода.
Умер 22 марта 1966 года на рабочем месте во время совещания в результате сердечного приступа. Похоронен в Горьком на кладбище Красная Этна.

## Награды и премии
- Сталинская премия второй степени (1943) — за усовершенствование конструкции танка.
- Сталинская премия третьей степени (1951) — за разработку в области военной техники (создание ГАЗ-40 (бронетранспортёр БТР-40)).
- Государственная премия СССР (1969 — посмертно).
- орден Красной Звезды (1941)
- орден «Знак Почёта» (1952)
- медали

## Семья
- жена — Елизавета Петровна Болдырева, двое сыновей.